# Glossotrophia confinaria
Glossotrophia confinaria är en fjärilsart som beskrevs av Herrich-Schäffer 1847. Glossotrophia confinaria ingår i släktet Glossotrophia och familjen mätare. Inga underarter finns listade i Catalogue of Life.